# Тетрафобия
Тетрафобия (от др.-греч. τετράς — «четыре» и φόβος — «страх») — иррациональный страх перед числом 4, обычно считаемый предрассудком. Это суеверие распространено в основном в странах Восточной Азии, таких как Китай, Япония и Корея. Причина возникновения фобии в произношении китайского иероглифа, обозначающего «четыре»: «сы» (кит. 四), почти так же, как и слова «смерть» (死), они различаются только тонами. В корейский и японский языки эти слова с незначительными изменениями в произношении пришли из китайского.
Суеверие настолько распространено в этих странах, что в больницах и общественных учреждениях этажи с номерами, оканчивающимися на четыре, почти всегда отсутствуют. При этом, как дань гостям с Запада, иногда отсутствует и число 13, в результате чего здание может показаться заметно «выше», чем на самом деле. Замалчивание числа «четыре» принято и в кругу семьи, особенно, когда один из родственников нездоров. Номера мобильных телефонов, заканчивающиеся на четыре или имеющие много четвёрок в своём составе, сто́ят у операторов мобильной связи намного дешевле других.
Nokia не использует цифру 4 в названиях моделей сотовых телефонов, предназначенных для азиатских рынков.
Похожая, но более распространённая в западном мире боязнь числа 13 называется «трискаидекафобией». В Афганистане распространено отрицательное отношение к числу 39.